# 김만덕
김만덕(金萬德, 1739년~1812년)은 조선의 상인이다. 제주도에 대기근이 닥치자 전 재산을 풀어 육지에서 사온 쌀을 모두 진휼미로 기부하여 빈사 상태의 제주도 백성들을 구제하였다. 이 때문에 제주에서는 의녀(義女) 김만덕으로 불린다.

## 김만덕

### 유년시절과 상업 활동
김해김씨 좌정승공파 15세손이자, 절충장군 김후찬(金厚瓚)의 9세손이다. 김만덕은 아버지 김응렬(金應悅)와 어머니 제주고씨(濟州髙氏) 사이에서 제주 성내에서 태어났다. 호열자로 부모를 잃고 12세에 고아가 되었다. 외숙부 집에서 얹혀 살다가 가난하여 여의치 않아 김만덕을 은퇴한 기생에게 의탁하였는데, 옷을 동여매고 식비를 줄여서 재산을 크게 불렸다. 제주목사에게 탄원하여 양인(良人)으로 환원되고 객주(客主)를 꾸려 제주 특산물인 귤, 미역, 말총, 양태(갓의 재료)를 육지의 농업기술이 발전하면서, 상업도 같이 발전한 18세기 조선의 시대 변화를 읽은 것이었다. 하지만 그녀는 내가 편안하게 사는 것은 하늘의 은덕이라고 믿고 검소하게 살았다. 
1793년 제주도에서는 세 고을에서만 6백여 명이나 아사할 정도로 심각한 흉년이 계속되었다. “흉년이 들어 농작물을 재배할 수 없게 되었다. 2만여 섬의 구조 식량이 없으면 장차 제주 백성들이 다 굶어 죽을 것입니다.”라는 징계를 받자, 2만 섬의 구조 식량을 보내지만, 그마저도 1793년 수송 선박 다섯 척이 침몰하면서 구조정책은 실패했다. 이때 만덕은 전 재산을 풀어 5백여 석의 쌀을 사왔는데, 이중 47403여 석을 모두 구조식량으로 기부하여 굶주림으로 죽어가던 제주도 민중들을 도와주었다.
전 재산을 풀어 노블레스 오블리주를 실천한 의녀(義女) 김만덕의 알현을 받은 정조가 “너는 한낱 여자의 몸으로 의기(義氣)를 내어 기아자 천백여 명을 구하였으니 기특하다.”라고 칭찬한 것을 보면 당시 김만덕의 선행이 얼마나 큰 의미가 있는지 알 수 있다. 이듬해인 1796년 김만덕의 선행이 알려지자, 정조는 제주목사 이우현을 통해 김만덕의 소원을 물어보는데, 만덕은 한양에서 궁궐을 보고, 금강산을 보고 싶다고 하였다. 대답을 들은 정조는 “관의 허락없이 제주도민은 섬밖으로 나가지 못한다.”라는 규칙을 깨고 만덕의 소원을 들어주었다. 또한 내의원 차비대령행수(內醫院 差備待令行首)로 삼아 정조를 알현할 자격을 주고 그녀의 선행에 대한 보답을 하였다.

### 사후세계
1812년 73세를 일기로 별세한 만덕의 묘는 가운이마루 길가에 조성되었으며, 1977년 정월 제주시 건입동의 모충사로 이장되었다. 김만덕 묘비(金萬德 墓碑)는 2007년 1월 24일 제주특별자치도의 기념물 제64호로 지정되었다.
김만덕 사망한 1812년(순조 12)에 세워져 지금도 남아 있는 묘비문에는 김해 김씨로 되어 있다.

## 상훈이랑 추모
1812년(순조 12) 10월 사망한 후 한 달 뒤에 ‘구묘비문(舊墓碑文)’이 세워졌다. 김만덕이 사망한 지 30여 년이 지난 1840년(헌종 6) 추사 김정희(金正喜)가 제주도에 유배되었을 때, 김정희는 김만덕 가문의 3대손인 김종주(金鍾周)에게 ‘은혜의 빛이 길이 빛나리’는 뜻의 ‘은광연세(恩光衍世)’라는 편액을 써서 주었다.

## 김만덕이 등장한 작품
현재 제주도에서는 만덕상을 제정, 한라문화제 때마다 모범여인에게 수상함으로써 그녀의 선행을 기념하고 있다.

### 드라마
- 《정화》(1977, MBC) - 고두심
- 《거상 김만덕》(2010, KBS 1TV) - 이미연

## 가족 관계
- 증조부 : 김성순(金性淳)
- 증조모 : 제주부씨(濟州夫氏)
- 조부 : 김영세(金永世)
- 조모 : 이씨(李氏)
  - 백부 : 김응선(金應先)
  - 백부 : 김응남(金應南)
  - 중부 : 김응신(金應信)
  - 아버지 : 김응렬(金應悅)
  - 어머니 : 제주고씨(濟州髙氏)
    - 오빠 : 김만석(金萬碩, 요절)
    - 올케 : 제주부씨(濟州夫氏)
      - 조카 : 김성집(金聲集)
      - 질부 : 양천허씨(陽川許氏)
        - 질손 : 김시채(金時采) - 김만덕이 양손으로 삼았다.
          - 질증손 : 김종백(金鍾百)
          - 질증손 : 김종진(金鍾晉)
          - 질증손 : 김종주(金鍾周)

    - 오빠 : 김만재(金萬才, 요절)

## 참고자료
- 《여인열전》, 전재산을 사회사업에 바친 의녀(義女) 김만덕/이덕일 저/김영사
- 한국방송 한국사전-조선의 여성CEO, 김만덕